# ایرنا پیوا

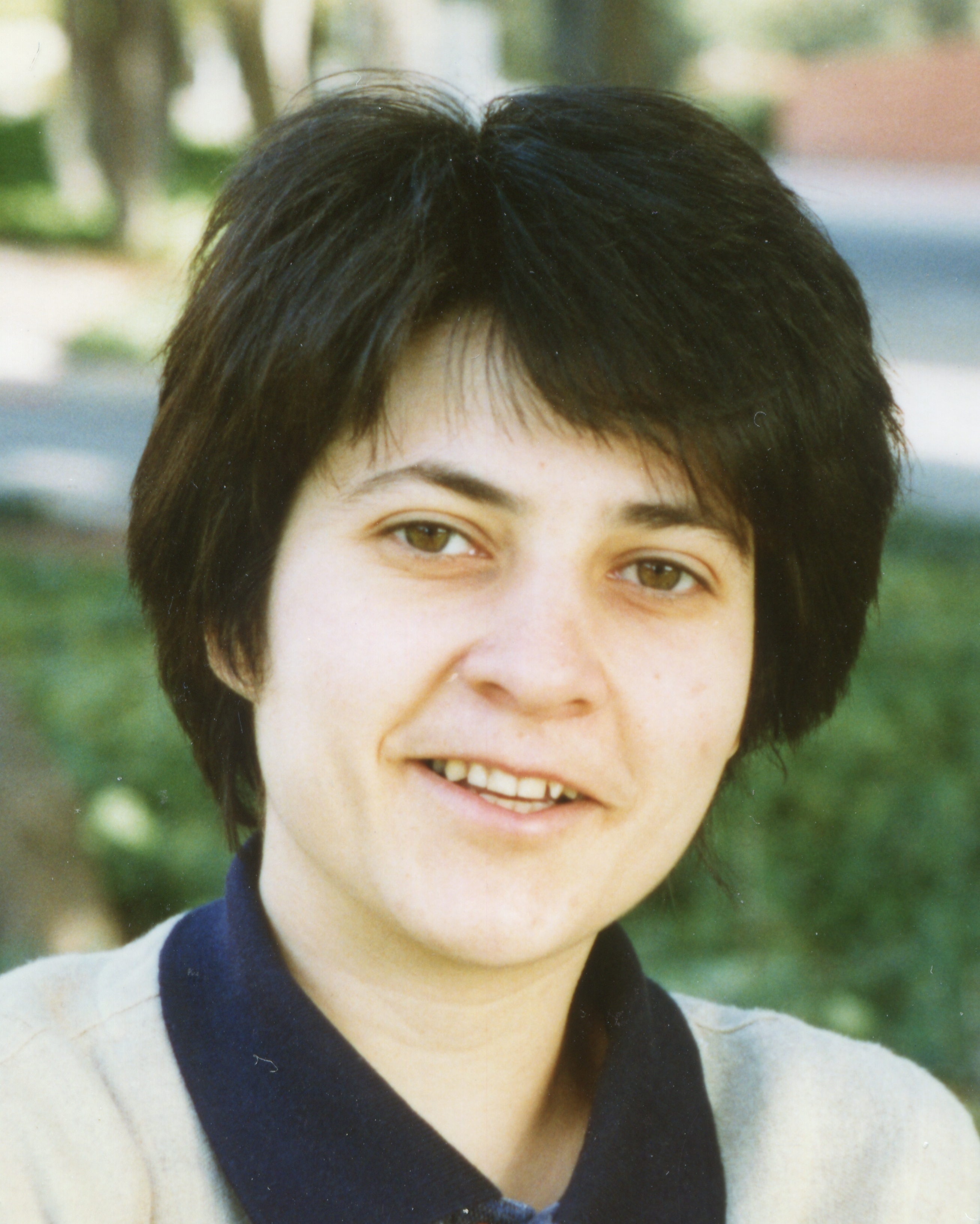
ایرنا واسیلیوا پیوا

ایرنا واسیلیوا پیوا (به انگلیسی: Irena Vassileva Peeva) ریاضیدان و استاد ریاضیات در دانشگاه کورنل است. وی در دانشگاه برندایس با سرپرستی دیوید آیزنباد و با رساله ای با نام «تحلیلهای آزاد» در سال ۱۹۹۵ دانش آموخته دوره دکترا شد. زمینه پژوهشی پیوا جبر جابجایی و هندسه جبری و کاربردهای آن می باشد. وی در سال ۲۰۱۴ به دلیل سهمش در جبرجابجایی به عضویت انجمن ریاضی آمریکا در آمد.